# Lila Iké
Pour les articles homonymes, voir Iké.
 (avril 2022).
La mise en forme du texte ne suit pas les recommandations de Wikipédia : il faut le « wikifier ».
Les points d'amélioration suivants sont les cas les plus fréquents :
- Les titres sont pré-formatés par le logiciel. Ils ne sont ni en capitales, ni en gras.
- Le texte ne doit pas être écrit en capitales (les noms de famille non plus), ni en gras, ni en italique, ni en « petit »…
- Le gras n'est utilisé que pour surligner le titre de l'article dans l'introduction, une seule fois.
- L'italique est rarement utilisé : mots en langue étrangère, titres d'œuvres, noms de bateaux, etc.
- Les citations ne sont pas en italique mais en corps de texte normal. Elles sont entourées par des guillemets français : « et ».
- Les listes à puces sont à éviter, des paragraphes rédigés étant largement préférés. Les tableaux sont à réserver à la présentation de données structurées (résultats, etc.).
- Les appels de note de bas de page (petits chiffres en exposant, introduits par l'outil «  Source ») sont à placer entre la fin de phrase et le point final[comme ça].
- Les liens internes (vers d'autres articles de Wikipédia) sont à choisir avec parcimonie. Créez des liens vers des articles approfondissant le sujet. Les termes génériques sans rapport avec le sujet sont à éviter, ainsi que les répétitions de liens vers un même terme.
- Les liens externes sont à placer uniquement dans une section « Liens externes », à la fin de l'article. Ces liens sont à choisir avec parcimonie suivant les règles définies. Si un lien sert de source à l'article, son insertion dans le texte est à faire par les notes de bas de page.
- La présentation des références doit suivre les conventions bibliographiques. Il est recommandé d'utiliser les modèles {{Ouvrage}}, {{Chapitre}}, {{Article}}, {{Lien web}} et/ou {{Bibliographie}}. Le mode d'édition visuel peut mettre en forme automatiquement les références.
- Insérer une infobox (cadre d'informations à droite) n'est pas obligatoire pour parachever la mise en page.

Pour une aide détaillée, merci de consulter Aide:Wikification.
Si vous pensez que ces points ont été résolus, vous pouvez retirer ce bandeau et améliorer la mise en forme d'un autre article.
Lila Iké (née Alecia Tameka Grey, à Christiana (en)) est une auteure-compositrice-interprète de reggae jamaïcaine .

## Biographie
Lila Iké est originaire de Christiana (en) en Jamaïque. Elle est élevée dans une famille monoparentale par sa mère, qui lui transmettra sa passion pour la musique. Elle explique : "ma mère était une fanatique de musique - elle avait de la musique à fond dans la maison tous les jours, du petit matin jusqu'au soir. [...] Je me rends compte que c'était son moyen de se réconforter". Elle grandit en écoutant des styles de musiques variés tels que le reggae, le ska et la soul ,.
C'est en déménageant à Kingston pour poursuivre ses études universitaires que Lila Iké découvre la scène. Elle choisit son nom d'artiste 'Lila Iké' qui fait référence au nom nigérian Ikechukwu qui signifie 'Dieu est puissant'. Par la suite, Lila Iké fait connaissance avec Protoje avec qui elle travaillera pour la sortie de son premier EP le 15 mai 2020, The ExPerience,.

## Carrière musicale
Lila Iké se fait tout d'abord connaître au grand public sur une collaboration avec l'artiste Royal Blu sur le titre Believe. C'est avec ses singles Second Chance (2018) et Where I'm Coming From (2019) que Lila Iké gagne en visibilité.
Elle confirme son succès avec son EP, The ExPerience.

## Discographie

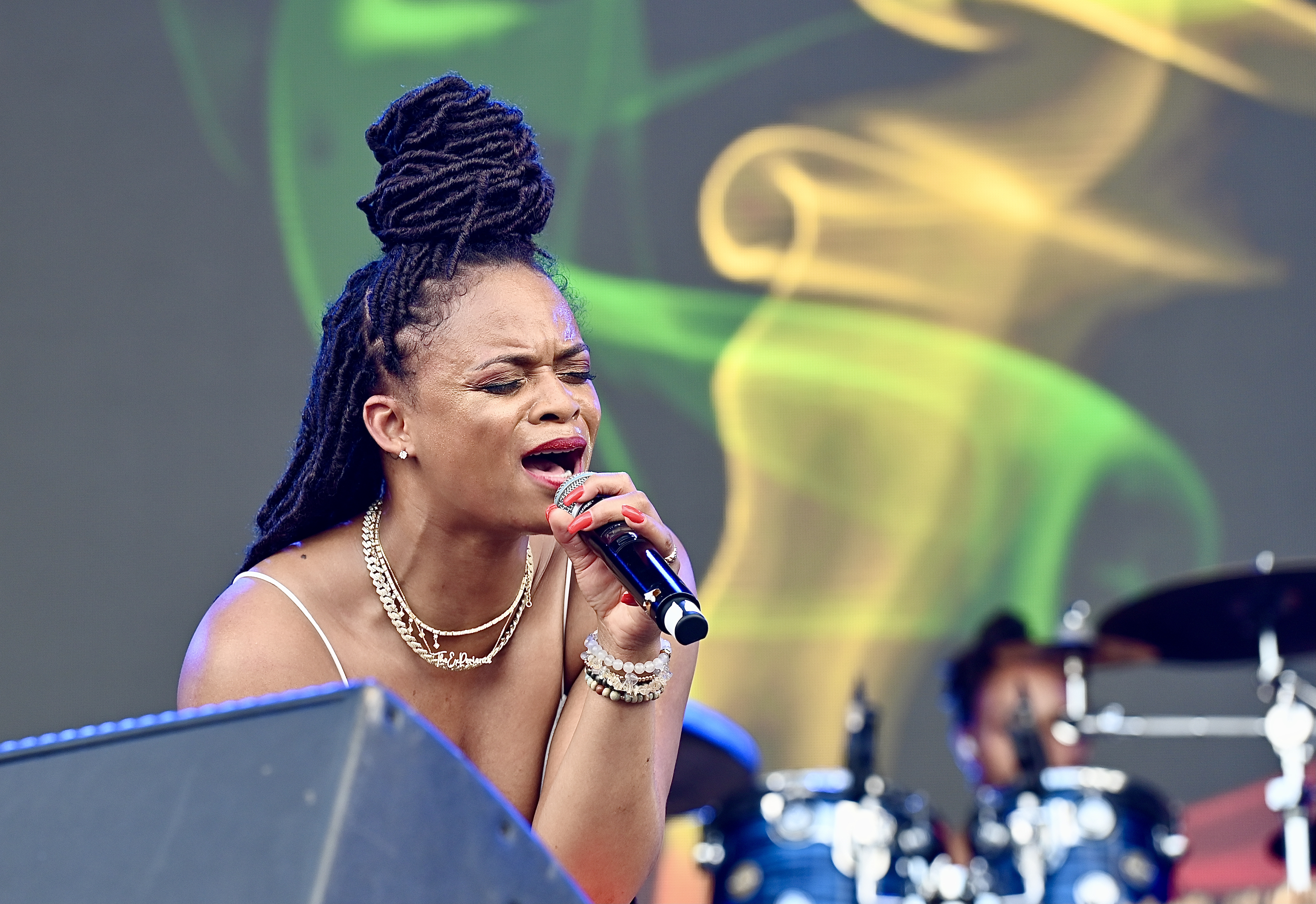
Lila Iké en concert à Reggae Geel 2022

### Album
- 2020 : The ExPerience

### Singles
- 2016 : Royal Blu - Believe (feat Lila Iké)
- 2017 : Biggest Fan
- 2017 : Biggest Dub
- 2017 : Gotti Gotti
- 2018 : Second Chance
- 2019 : Protoje - Not Another World (feat Lila Iké & Agent Sasco)
- 2019 : Sweet Inspiration
- 2020 : I Spy
- 2021 : Thy Will (feat Skillibeng)
- 2021 : Protoje - Still Blooming (feat Lila Iké & IzyBeats)
- 2021 : Batty Rider Shorts
- 2021 : WSTRN - Never Leave (feat Lila Iké)
- 2022 : True Love
- 2024 : Fry Plantain (feat Joey Bada$$)
- 2024 : He Loves Us Both (feat H.E.R.)
- 2025 : Mahalia - Pressure Points (feat Lila Iké)
- 2025 : Too Late To Lie